# Léopold Faure
 (novembre 2017).
Si vous disposez d'ouvrages ou d'articles de référence ou si vous connaissez des sites web de qualité traitant du thème abordé ici, merci de compléter l'article en donnant les références utiles à sa vérifiabilité et en les liant à la section « Notes et références ».
Léopold Faure naît à Solignac, en Haute-Vienne, en 1872. En 1919, à 47 ans, il devient, pour environ une année, le sixième secrétaire général de la Fédération CGT des employés, puis le premier secrétaire général de la Fédération CGT de la Finance. Il meurt le 19 avril 1949 à Paris.

## Biographie
Fils d'un ouvrier porcelainier à Limoges, Léopold Faure est huissier dans cette ville. Il devient professeur à la section supérieure de la Société d'enseignement moderne. En 1903 ou 1905, il entre comme employé au Crédit lyonnais de Paris, mais est congédié à la suite d'une grève. Il a, auparavant, participé à la fondation du syndicat des employés de Banque et de Bourse. Faure assiste, en 1910, au 11e congrès de la CGT à Toulouse, puis, en 1912, au 12e congrès, au Havre. C'est en 1919 qu'il devient secrétaire général de la Fédération des employés et membre du bureau de la CGT. Par la suite, il adhèrera à la CGTU.
Depuis 1906, Faure est militant de la Fédération socialiste de la Seine. À ce titre, il est délégué, en 1914, au congrès national d'Amiens. Quelque temps auparavant, la Cour de Paris l'avait condamné pour complicité de diffamation.
En 1918, Faure est toujours secrétaire du syndicat des employés de Banque et de Bourse et dirige le Journal syndical des employés de Banque et de Bourse. Il assure également la direction de l' Officiel de la Banque et de la Bourse. En avril 1920, il démissionne du secrétariat de la Fédération des employés car son syndicat lui a donné l'ordre de créer une Fédération de la Finance. Faure assure que sa démission n'est pas le résultat d'une "mésintelligence" entre la Fédération et lui. En décembre, la nouvelle Fédération de la Finance est constituée. Faure en devient le secrétaire général. 
Entre-temps, candidat aux élections législatives, en 1919, dans la 1re circonscription de la Seine, il n'est pas élu. Après avoir été à nouveau délégué au congrès national de la SFIO, à Strasbourg en février 1920, il passe au Parti communiste après le congrès de Tours de décembre 1920. Quelques mois plus tard, il est élu comme secrétaire du groupe communiste de La Chapelle. Il habite alors rue de Torcy. En 1926, il est sanctionné sur décision du bureau de la Région communiste parisienne à la suite d'un article paru dans l'Impartial, journal d'Aulnay-sous-Bois. Il est, à ce moment, l'un des dirigeants de la Banque ouvrière et paysanne.

## Sources
- Dictionnaire biographique du mouvement ouvrier français, Les Éditions de l'Atelier, 1997.